# Salvia verbenaca
La salvia minore (nome scientifico Salvia verbenaca L., 1753) è una pianta perenne erbacea aromatica dai fiori labiati appartenente alla famiglia delle Lamiaceae.

## Etimologia
Il nome generico (Salvia) deriva dal latino "salvus" ( = salvare, sicuro, bene, sano) un nome antico per questo gruppo di piante dalle presunte proprietà medicinali. L'epiteto specifico (verbenaca) significa "simile alla verbena" (antico nome latino per la pianta Verbena).
Il nome scientifico della specie è stato definito da Linneo (1707 – 1778), conosciuto anche come Carl von Linné, biologo e scrittore svedese considerato il padre della moderna classificazione scientifica degli organismi viventi, nella pubblicazione "Species Plantarum - Edition 1 - 25. 1753" del 1753.

## Descrizione

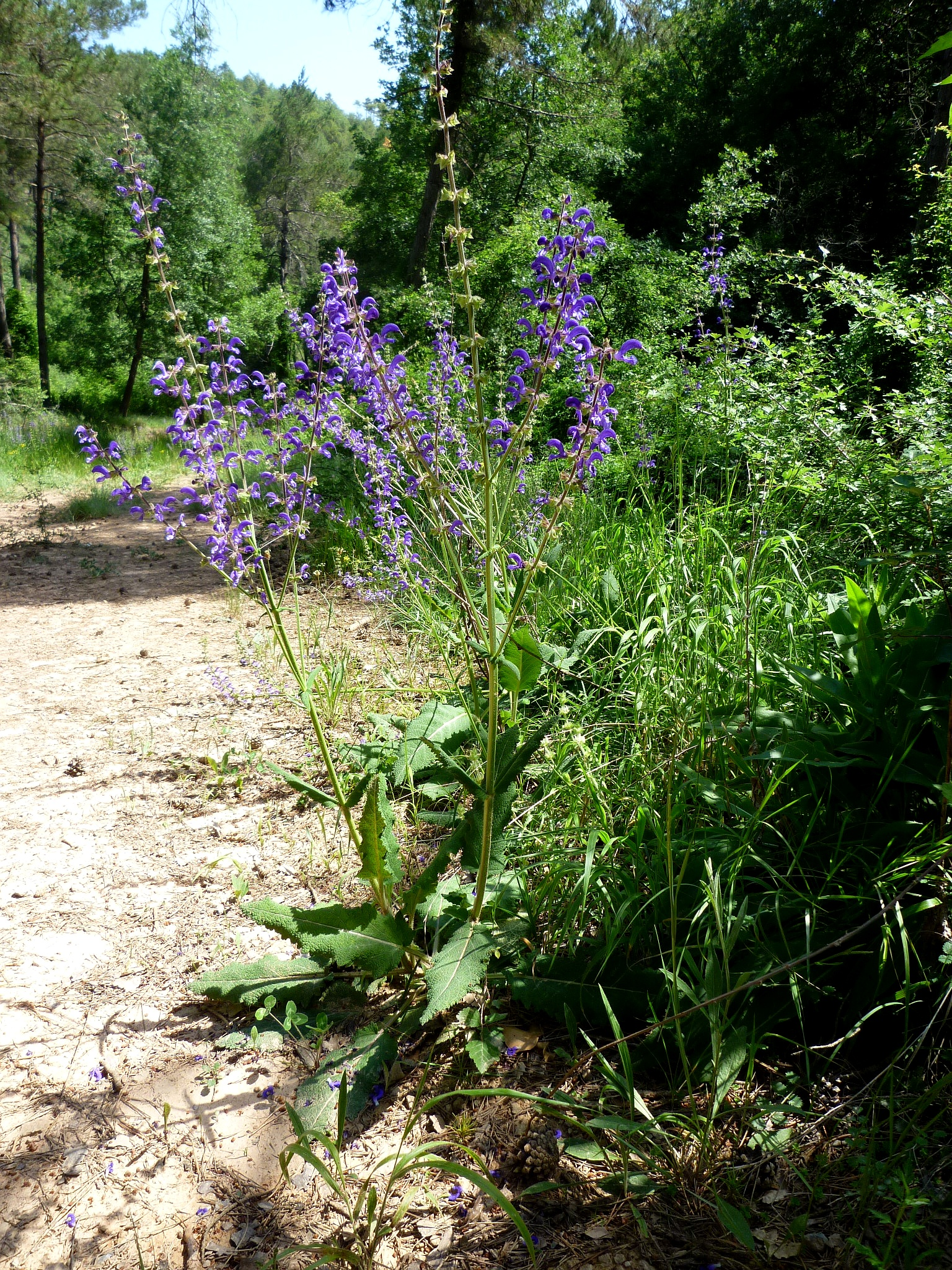
Il portamento

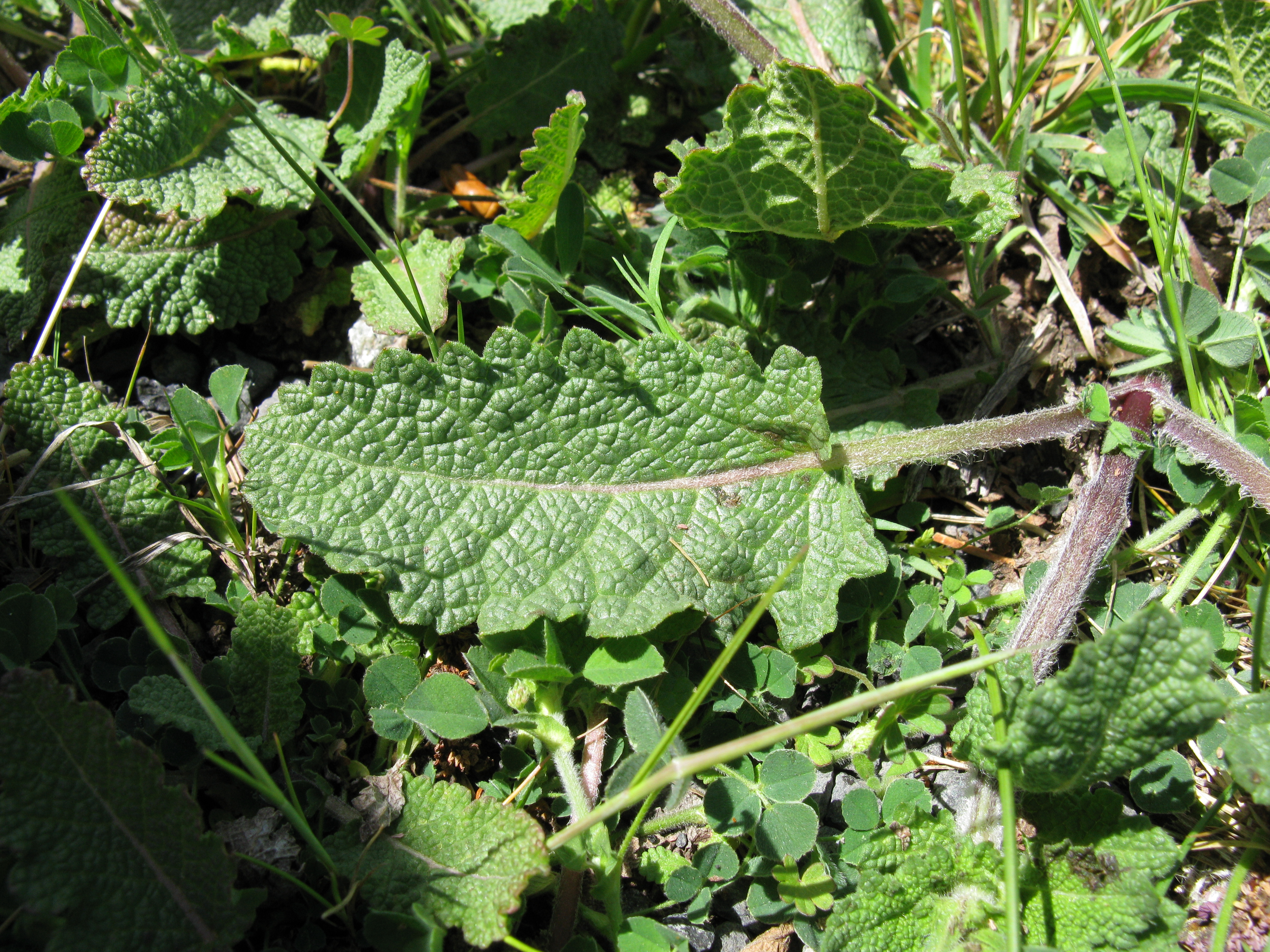
Le foglie

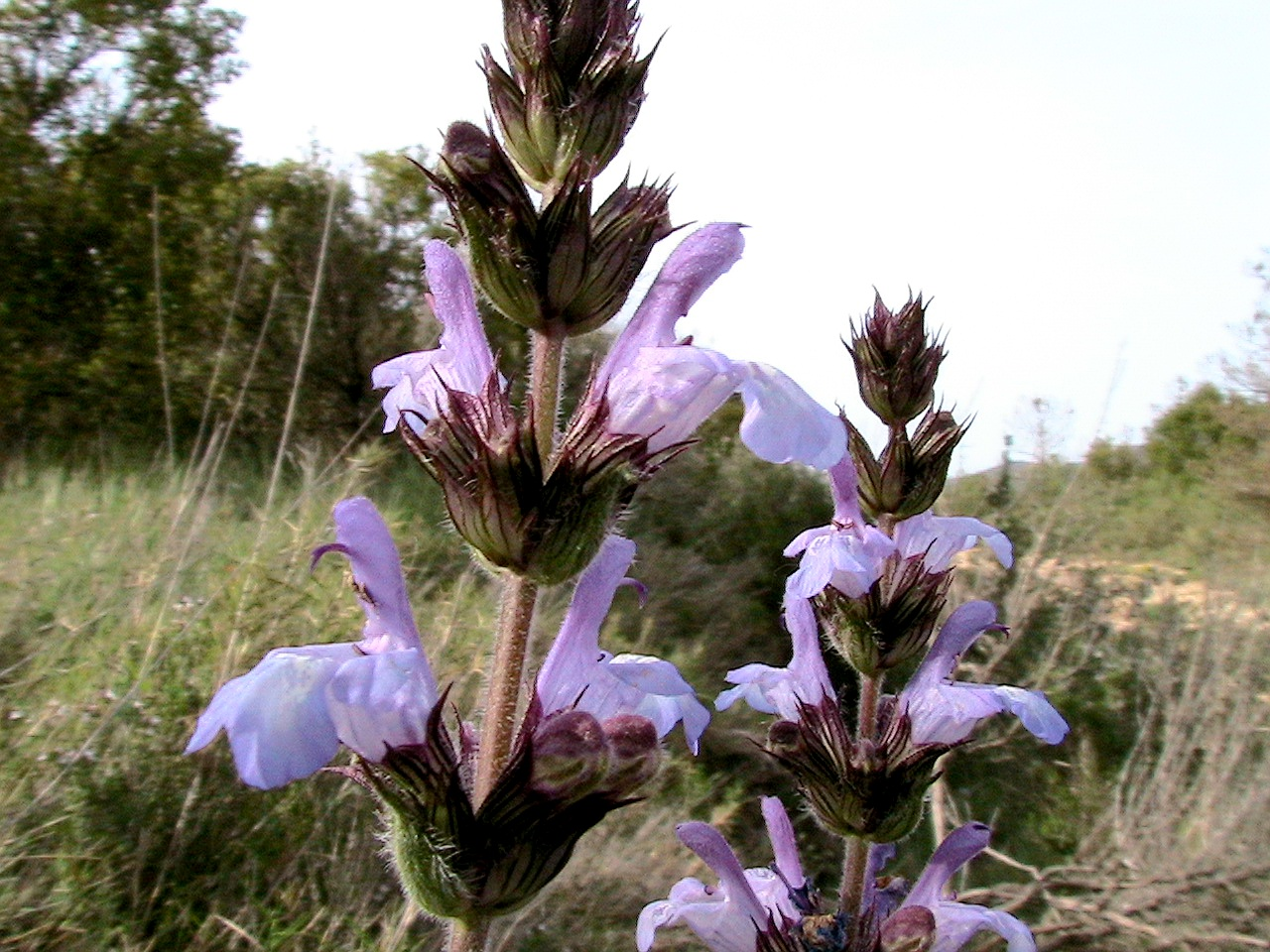
Infiorescenza

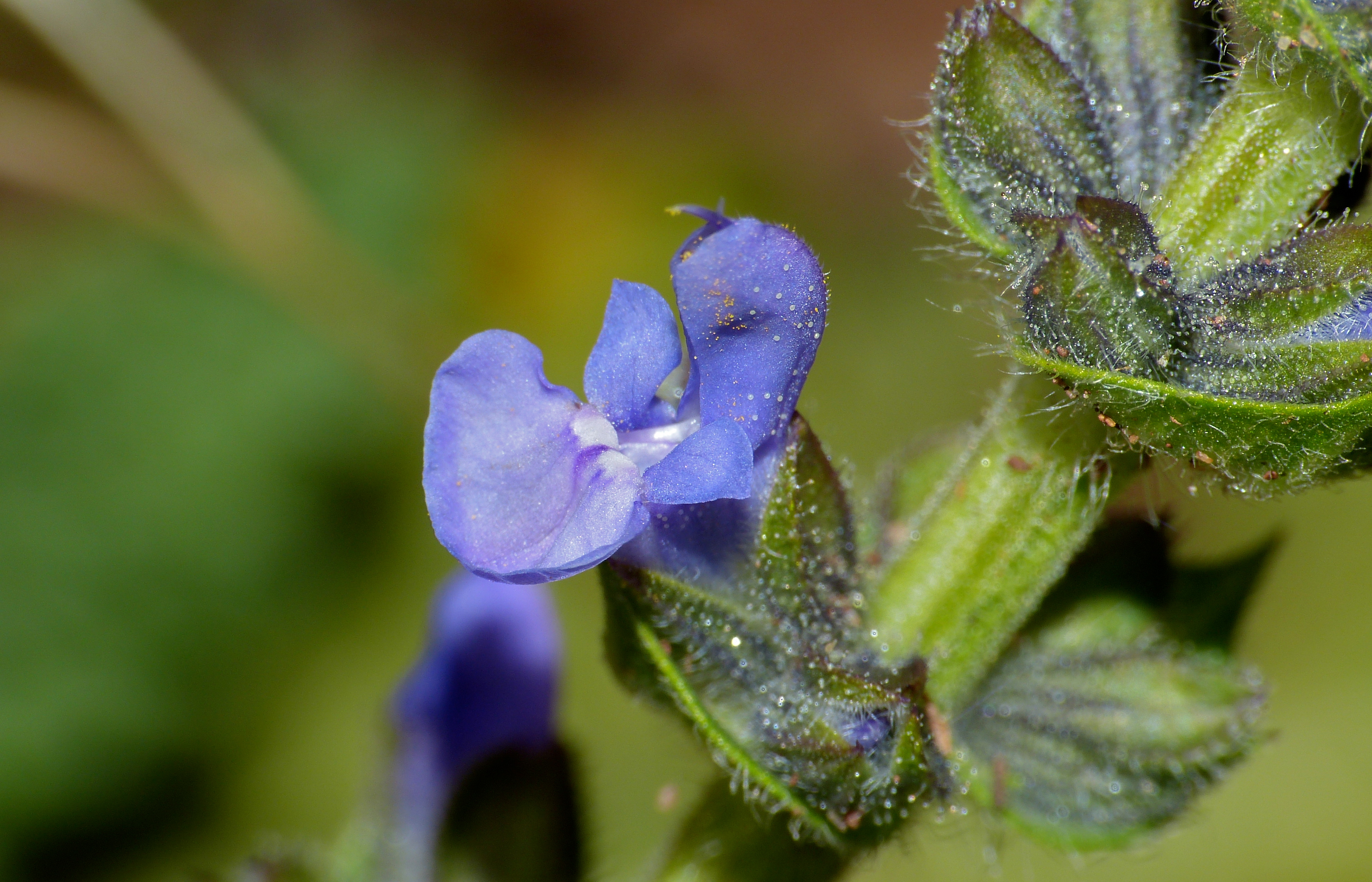
I fiori

L'altezza di queste piante varia da 2 a 5 dm. La forma biologica è emicriptofita scaposa (H scap), ossia in generale sono piante erbacee, a ciclo biologico perenne, con gemme svernanti al livello del suolo e protette dalla lettiera o dalla neve e sono dotate di un asse fiorale eretto e spesso privo di foglie.

### Radici
Le radici sono secondarie da rizoma. 

### Fusto
La parte aerea del fusto è eretta, ramosa nella parte alta e pubescente (per peli patenti e ghiandolari).

### Foglie
Le foglie si dividono in basali e cauline. Quella basali sono picciolate con lamina a forma ellittica e con 3 - 4 lobi per lato a forma ottusa più o meno profonda. Le foglie cauline sono progressivamente sessili con forme ovali e lobi più profondi (la foglie sono quasi pennatosette). Lunghezza del picciolo delle foglie basali: 2 – 5 cm. Dimensione della lamina delle foglie basali: larghezza 3 – 4 cm; lunghezza 6 – 10 cm. Dimensione della lamina delle foglie cauline: larghezza 3 – 4 cm; lunghezza 4 – 6 cm.

### Infiorescenza
Le infiorescenze, semplici, sono formate da diversi verticillastri di 4 - 6 fiori sovrapposti che formano una struttura allungata e più o meno cilindrica (spicastro terminale). I fiori sono peduncolati. Sono presenti delle brattee verdi lunghe un po' meno del calice. 

### Fiore
I fiori sono ermafroditi, zigomorfi, tetraciclici (con i quattro verticilli fondamentali delle Angiosperme: calice– corolla – androceo – gineceo) e pentameri (ogni verticillo ha 5 elementi). Lunghezza dei fiori: 6 – 15 mm.
- Formula fiorale. Per la famiglia di queste piante viene indicata la seguente formula fiorale:

X, K (5), [C (2+3), A 2+2] G (2), supero, 4 nucule
- Calice: il calice è un tubo lanoso per brevi biancastri lunghi 1 - 1,5 mm (soprattutto nelle insenature fra i denti); è inoltre gamosepalo (i sepali sono 5 e sono concresciuti) e zigomorfo (le fauci terminano in modo bilabiato con dei denti acuti erbacei: tre nella parte superiore e due in quella inferiore). Il calice è percorso da alcune nervature longitudinali. Lunghezza del tubo: 6 – 7 mm.
- Corolla: la corolla è un tubo terminante in modo bilabiato (corolla gamopetala formata da 5 petali con struttura 2/3 e zigomorfa); le labbra sono lunghe quanto il tubo. Il labbro superiore è simile ad un cappuccio allungato e ricurvo (è convesso verso l'alto); il labbro inferiore è formato da tre lobi (quello centrale è più grande di tutti ed è concavo). La gola interna è provvista di una anello di peli per evitare l'intrusione di insetti troppo piccoli e non graditi.[4] Il colore è violetto (raramente è azzurro o roseo). Lunghezza della corolla: 6 – 10 mm.
- Androceo: gli stami sono ridotti a due (il paio posteriore è vestigiale o assente), tutti fertili e con filamenti paralleli (non convergenti); sono inoltre inclusi (al massimo sporgono le antere) e sono avvicinati alla parte superiore della corolla. Le antere sono biloculari (a due teche, la seconda è atrofizzata). Il tessuto connettivo tra le teche in queste specie è molto sviluppato e le antere sono del tipo a bilanciere con un meccanismo adatto all'impollinazione incrociata ("meccanismo a leva"[14]). I granuli pollinici sono del tipo tricolpato o esacolpato.
- Gineceo: l'ovario è supero (o semi-infero) formato da due carpelli saldati (ovario bicarpellare) ed è 4-loculare per la presenza di falsi setti divisori all'interno dei due carpelli. La placentazione è assile. Gli ovuli sono 4 (uno per ogni presunto loculo), hanno un tegumento e sono tenuinucellati (con la nocella, stadio primordiale dell'ovulo, ridotta a poche cellule).[15]. Lo stilo inserito alla base dell'ovario (stilo ginobasico) è del tipo filiforme e più lungo degli stami (in genere sporge dalla corolla). Lo stigma è bifido. Il nettario è un disco (a 4 lobi) alla base e intorno all'ovario più sviluppato anteriormente e ricco di nettare.
- Fioritura: a quote basse e climi caldi tutto l'anno, altrimenti da aprile a agosto.

### Frutti
Il frutto è un tetrachenio (uno schizocarpo composto da quattro nucule). La forma è più o meno ovoidale (o più o meno trigona). I semi, di colore marrone scuro, sono sprovvisti di endosperma e sono piccolissimi (in un grammo ne stanno oltre 200).

## Riproduzione
- Impollinazione: l'impollinazione avviene tramite insetti tipo ditteri e imenotteri, raramente lepidotteri (impollinazione entomogama).[10][16]
- Riproduzione: la fecondazione avviene fondamentalmente tramite l'impollinazione dei fiori (vedi sopra).
- Dispersione: i semi cadendo a terra (dopo essere stati trasportati per alcuni metri dal vento – disseminazione anemocora) sono successivamente dispersi soprattutto da insetti tipo formiche (disseminazione mirmecoria).

## Distribuzione e habitat

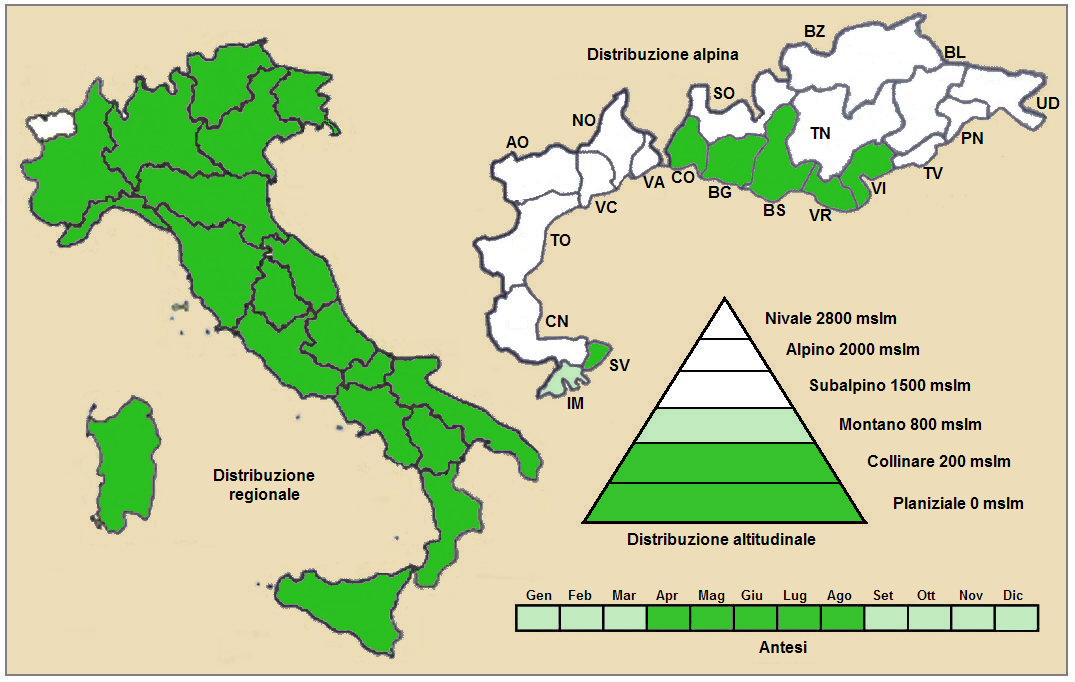
Distribuzione della pianta
(distribuzione regionale e distribuzione alpina)

- Geoelemento: il tipo corologico (area di origine) è Mediterraneo - Atlantico.
- Distribuzione: in Italia Centrale e del Sud è una pianta comune, mentre nella parte Settentrionale è rara. Nelle Alpi si trova a occidente e al centro. Fuori dall'Italia, sempre nelle Alpi, questa specie si trova in Francia (dipartimenti di Alpes-de-Haute-Provence, Hautes-Alpes, Alpes-Maritimes, Drôme e Isère). Sugli altri rilievi europei collegati alle Alpi si trova nel Massiccio Centrale, Pirenei e Monti Balcani.[18] Nel resto dell'Europa questa pianta si trova lungo le coste del Mediterraneo e in Gran Bretagna. È presente inoltre nella Transcaucasia, nell'Anatolia, nella Asia mediterranea e nell'Africa del nord.[19]
- Habitat: l'habitat tipico per questa pianta sono gli incolti aridi e i pascoli anche pietrosi. Il substrato preferito è calcareo ma anche siliceo con pH neutro, medi valori nutrizionali del terreno che deve essere arido.[18]
- Distribuzione altitudinale: sui rilievi queste piante si possono trovare fino a 1 400 m s.l.m.; frequentano quindi i seguenti piani vegetazionali: collinare e in parte quello montano (oltre a quello planiziale – a livello del mare).

### Fitosociologia

#### Areale alpino
Dal punto di vista fitosociologico alpino Salvia verbenaca appartiene alla seguente comunità vegetale:
- Formazione: delle comunità a emicriptofite e camefite delle praterie rase magre secche;

- Classe: Lygeo-Stipetea

- Ordine: Brachypodietalia phoenicoidis

- Alleanza: Brachypodion phoenicoidis

#### Areale italiano
Per l'areale completo italiano Salvia verbenaca appartiene alla seguente comunità vegetale:
- Macrotipologia: vegetazione erbacea sinantropica, ruderale e megaforbieti

- Classe: Artemisietea vulgaris Lohmeyer, Preising & Tüxen ex Von Rochow, 1951

- Ordine: Crachypodio ramosi-dactyletalia hispanicae Biondi, Filigheddu & Farris, 2001

- Alleanza: Leontodo tuberosi-bellidion sylvestris Biondi, Filigheddu & Farris, 2001

Descrizione: l'alleanza Brachypodion phoenicoidis è costituita da erbacce emicriptofite rosulate (ma anche scapose) perenni a fitta copertura. Sono presenti anche geofite bulbose e rizomatose con sviluppo vegetativo in inverno e fioritura precoce in primavera. Le ecologie presenti sono soprattutto le praterie perenni il cui sviluppo è favorito nella stagione invernale con fioritura primaverile, tipiche del macroclima mediterraneo. Sono compresi i piani bioclimatici da termo- a mesomediterranei. I suoli sono profondi, argillosi e non troppo inclinati. La distribuzione di questa alleanza è tipica della Sardegna centro-settentrionale, Sicilia e Lazio meridionale. In Europa è presente nella Penisola Iberica, nella Francia meridionale, nelle Isole Baleari e nella Corsica.
Specie presenti nell'associazione: Arisarum vulgare, Dactylis hispanica, Daucus carota subsp. hispanicus, Beta vulgaris subsp. maritima, Plantago lanceolata var. sphaerostachya, Convolvulus althaeoides, Asphodelus microcarpus, Carex flacca subsp. serratula, Ophrys sphegodes subsp. praecox, Orchis collina, Orchis longicornu, Urginea undulata, Urginea maritima, Scilla obtusifolia, Scilla autumnalis, Ranunculus bullatus, Ranunculus fiabellatus, Ornithogalum corsicum, Bellis sylvestris, Leontodon tuberosus, Anemone hortensis, Ranunculus bullatus, Ambrosinia bassii, Scilla obtusifolia e Scilla autumnalis.
Altre alleanze per questa specie sono:
- Trifolio resupinati-Cynosurenion cristati
- Reichardio maritimae-Dactylion hispanicae

## Tassonomia
La famiglia di appartenenza della specie (Lamiaceae), molto numerosa con circa 250 generi e quasi 7 000 specie, ha il principale centro di differenziazione nel bacino del Mediterraneo e sono piante per lo più xerofile (in Brasile sono presenti anche specie arboree). Per la presenza di sostanze aromatiche, molte specie di questa famiglia sono usate in cucina come condimento, in profumeria, liquoreria e farmacia. La famiglia è suddivisa in 7 sottofamiglie: il genere Salvia è descritto nella tribù Mentheae (sottotribù Salviinae) appartenente alla sottofamiglia Nepetoideae. Nelle classificazioni più vecchie la famiglia Lamiaceae viene chiamata Labiatae.
Il numero cromosomico di S. verbenaca è: 2n = (14, 16) 42, 54 e 56 (62, 65).

### Variabilità
La Salvia verbenaca è una specie variabile. I caratteri soggetti a variabilità sono:
- le foglie basali possono essere incise fino a 1/3 - 2/3 della semilamina (raramente possono essere solamente crenate);
- il colore della corolla varia dal roseo e celeste pallido al violaceo anche scuro;
- la lunghezza della corolla varia: da una sporgenza minima dal calice ad una lunghezza doppia rispetto allo stesso (nei fiori ermafroditi la corolla è grande, mentre nei fiori solo femminili la corolla è più piccola);
- è variabile la lunghezza delle lebbra della corolla;
- la lunghezza dello stilo è variabile.

Sandro Pignatti nella "Flora d'Italia" descrive una varietà "salvia celestina", chiamata scientificamente Salvia multifida S. & S., ma non riconosciuta da altre checklist, con i seguenti caratteri:
- le dimensioni in genere sono minori rispetto alla Salvia verbenaca (altezza massima = 1 - 3 dm);
- le foglie basali sono profondamente incise (quasi pennatosette); i segmenti a loro volta sono dentati o incisi;
- il colore della corolla è celeste chiaro, ed è lunga 12 - 14 mm.

Si trova in Italia centrale e Meridionale fino a 600 m s.l.m. e frequenta soprattutto gli incolti erbosi. Fiorisce tra marzo e giugno. Per questa entità viene proposto come tipo corologico il Sud Est - Europeo. Potrebbe trattarsi di un ibrido tra la specie Salvia verbenaca e la specie Salvia pratensis.
La pubblicazione "An annotated checklist of the Italian Vascular Flora" riconosce come valida la specie Salvia clandestina L. che in altre checklist è considerata sinonimo della Salvia verbenaca. Si trova in Italia Centrale e Meridionale.

### Sinonimi
Questa entità ha avuto nel tempo diverse nomenclature. L'elenco seguente indica alcuni tra i sinonimi più frequenti:
- Gallitrichum anglicum Jord. & Fourr.
- Gallitrichum arvale Jord. & Fourr.
- Gallitrichum candollei Timb.-Lagr.
- Gallitrichum clandestinum (L.) Fourr.
- Gallitrichum dichroanthum Jord. & Fourr.
- Gallitrichum horminioides (Pourr.) Timb.-Lagr.
- Gallitrichum maculatum Jord. & Fourr.
- Gallitrichum pallidiflorum (St.-Amans) Jord. & Fourr.
- Gallitrichum ptychophyllum Jord. & Fourr.
- Gallitrichum rosulatum Jord. & Fourr.
- Gallitrichum rubellum Jord. & Fourr.
- Gallitrichum stereocaulon Jord. & Fourr.
- Gallitrichum verbenacum (L.) Fourr.
- Gallitrichum virgatum Jord. & Fourr.
- Horminum sylvestre Gray
- Horminum verbenacum (L.) Mill.
- Larnastyra claytonii (Nutt.) Raf.
- Larnastyra verbenaca (L.) Raf.
- Salvia acutata Brot.
- Salvia agrestis Vill.
- Salvia ambigua Rochebr. & Sav.
- Salvia anglica (Jord. & Fourr.) Verl., Arv.-Touv. & Faure
- Salvia anselmii Sennen
- Salvia barcinonensis Sennen
- Salvia barnolae Sennen [Invalid]
- Salvia basilii Sennen
- Salvia betonicifolia Lam.
- Salvia candollei (Timb.-Lagr.) Timb.-Lagr.
- Salvia ceratophylla C.A.Mey.
- Salvia clandestina L.
- Salvia clandestina var.  angustifolia Benth.
- Salvia clandestina var.  clandestina
- Salvia clandestina var.  hiemalis (Brot.) Nyman
- Salvia clandestina  subsp.  multifida (Sm.) Nyman
- Salvia clandestina var.  obtusata Nyman
- Salvia clandestina var.  pallidiflora (St.-Amans) Nyman
- Salvia clandestinoides Link
- Salvia claytonii Nutt.
- Salvia claytonii Elliott
- Salvia cleistogama de Bary & Paul
- Salvia collina Lowe
- Salvia controversa Ten.
- Salvia discolor Sennen
- Salvia disermas Sm.
- Salvia domenechii Sennen
- Salvia dubia Lowe
- Salvia electa Sennen
- Salvia eriocaulis Sennen
- Salvia erosa Desf.
- Salvia fontii Sennen
- Salvia gracilis Sennen
- Salvia hiemalis Brot.
- Salvia horminioides Pourr.
- Salvia illyrica Schult.
- Salvia intricata Sennen
- Salvia laciniata Willd.
- Salvia linnaei Rouy
- Salvia lowei Steud.
- Salvia mediterranea Sennen
- Salvia multifida Sm.
- Salvia multifida var.  delicatula Sennen
- Salvia neglecta Ten.
- Salvia oblongata De Not. ex Briq.
- Salvia oblongata Vahl
- Salvia obtusata Brot.
- Salvia ochroleuca Coss. & Balansa
- Salvia pallidiflora St.-Amans
- Salvia parviflora Brot.
- Salvia polymorpha Hoffmanns. & Link
- Salvia praecox Savi
- Salvia pyrenaica L.
- Salvia rhodantha Zefir.
- Salvia rugosissima Zucc.
- Salvia sabulicola Pomel
- Salvia sennenii Font Quer ex Sennen
- Salvia sibthorpii Bory & Chaub.
- Salvia spielmanniana M.Bieb.
- Salvia spielmannii Willd.
- Salvia subscaposa Sennen
- Salvia theodori Sennen
- Salvia variabilis Loisel. ex Benth.
- Salvia verbenaca var.  amplifrons Briq.
- Salvia verbenaca var.  anglica (Jord. & Fourr.) P.D.Sell
- Salvia verbenaca var.  australis Caruel
- Salvia verbenaca  subsp.  battandieri Maire
- Salvia verbenaca var.  clandestina (L.) Briq.
- Salvia verbenaca  subsp.  clandestina (L.) Briq.
- Salvia verbenaca var.  controversa (Ten.) Briq.
- Salvia verbenaca  subsp.  controversa (Ten.) Arcang.
- Salvia verbenaca var.  delicatula (Sennen) O.Bolòs & Vigo
- Salvia verbenaca var.  disermas Nyman
- Salvia verbenaca  subsp.  foetens Maire
- Salvia verbenaca  subsp.  horminioides (Pourr.) Nyman
- Salvia verbenaca var.  horminioides (Pourr.) Briq.
- Salvia verbenaca var.  multifida Vis.
- Salvia verbenaca  subsp.  multifida (Vis.) Briq.
- Salvia verbenaca  subsp.  oblongata (Vahl) Nyman
- Salvia verbenaca var.  oblongata (Vahl) Briq.
- Salvia verbenaca  subsp.  ochroleuca (Coss. & Balansa) Maire
- Salvia verbenaca  subsp.  sabulicola (Pomel) Quézel & Santa ex Greuter, Burdet & G.Long
- Salvia verbenaca var.  serotina Boiss.
- Salvia verbenaca var.  sinuata Vis.
- Salvia verbenaca var.  spielmannii K.Koch
- Salvia verbenaca var.  vernalis Boiss.
- Salvia verbenacoides Brot.
- Salvia verbenifolia Salisb.
- Salvia vivianii Sieber ex Rchb.
- Sclarea decidua Moench
- Sclarea rhodantha (Zefir.) Soják
- Sclarea verbenaca (L.) Soják
- Sclarea viscosissima Moench

## Usi

### Farmacia
Secondo la medicina popolare questa pianta ha la seguente proprietà medicamentosa:
- oftalmica (facilità il flusso del sangue agli occhi e quindi rafforza la resistenza alle infezioni).

### Cucina
Le parti commestibili di questa pianta sono i fiori e le foglie e sono usate come condimento (nelle insalate) e tè. Le foglie giovani a volte sono consumate fritte o candite.

## Altre notizie
La salvia falsa verbena in altre lingue è chiamata nei seguenti modi:
- (DE)  Eisenkraut-Salbei
- (FR)  Sauge fausse verveine
- (EN)  Wild Clary